# Кадыково
Кады́ково (тат. Кәдек) — деревня в Заинском районе Республики Татарстан, в составе Сармаш-Башского сельского поселения.

## География
Деревня находится на реке Сармаш, в 40 км к юго-востоку от районного центра — города Заинска.

## История
Деревня известна с 1678 года. В дореволюционных источниках упоминается также как Ерыклы-Елантово.
До середины XIX века жители относились к категории государственных крестьян (из ясачных татар). Их основные занятия жителей в этот период – земледелие и скотоводство, были распространены ткацкий промысел, плетение лаптей, изготовление деревянной посуды, извоз.
Во время Крестьянской войны 1773–1775 годов жители активно выступили на стороне Е.И.Пугачёва.
По сведениям 1870 года, здесь функционировала водяная мельница, к началу XX века имелись мечеть, водяная мельница, хлебозапасный магазин, бакалейная лавка. В этот период земельный надел сельской общины составлял 566 десятин.
По подворной переписи 1912–1913 годов, из 73 хозяйств 20 были безлошадными, остальные – одно-, двухлошадными; зарегистрировано 430 голов крупного рогатого и прочего скота. 14 хозяйств земледелие совмещали с кустарными промыслами.
До 1920 года деревня входила в Новоспасскую волость Мензелинского уезда Уфимской губернии. С 1920 года в составе Мензелинского, с 1922 года – Челнинского кантонов ТАССР. С 10 августа 1930 года – в Сармановском, с 10 февраля 1935 года – в Заинском, с 1 февраля 1963 года – в Сармановском, с 1 февраля 1972 года в Заинском районах.
В 1929 году в деревне организован колхоз «Кзыл Кадек».  С 1997 года деревня была в составе сельскохозяйственного производственного кооператива «Сармаш», с 2004 — подразделения агрофирмы «Восток» (молочное скотоводство).
В 1970 году был построен металлический мост. До 1990-х годов функционировал фельдшерский пункт.

## Население
| 1859 | 1884 | 1920 | 1926 | 1938 | 1949 | 1958 | 1970 | 1979 | 1989 | 2002 | 2010 | 2017 |
| ---- | ---- | ---- | ---- | ---- | ---- | ---- | ---- | ---- | ---- | ---- | ---- | ---- |
| 98   | 166  | 402  | 223  | 309  | 285  | 251  | 223  | 166  | 26   | 50   | 38   | 40   |

Национальный состав села — татары.

## Экономика
C 2004 года в селе работают подразделения агрофирмы «Восток» (молочное скотоводство).